# Palmeirais (kommun)
Palmeirais är en kommun i Brasilien.   Den ligger i delstaten Piauí, i den östra delen av landet, 1 200 km norr om huvudstaden Brasília. Antalet invånare är 13 745.
Följande samhällen finns i Palmeirais:
- Palmeirais

Omgivningarna runt Palmeirais är huvudsakligen savann. Runt Palmeirais är det glesbefolkat, med 9 invånare per kvadratkilometer.